# پودژچه (استان لهستان بزرگ‌تر)
پودژچه (به لهستانی:  Podrzecze) یک روستا در لهستان است که در گمینا پیاسکی (استان لهستان بزرگ‌تر) واقع شده‌است. پودژچه ۲۸۴ نفر جمعیت دارد.